# Funtor fiel
En la teoría de categorías, un funtor fiel es un funtor que es inyectivo cuando está restringido a cada conjunto de morfismos con un dominio (fuente) y un codominio (blanco) dados. Es decir un funtor F de una categoría C a una categoría D es fiel si, para cada par de objetos X e Y en C y cada par de morfismos distintos f y g con la fuente X y el blanco Y, tenemos que F (f) y F(g) son morfismos distintos en D.
Un funtor {\displaystyle T:{\mathcal {C}}\to {\mathcal {D}}} es fiel si la función flecha de {\displaystyle T} es inyectiva para todo par de objetos en la categoría {\displaystyle {\mathcal {C}}}.
Esto es, para cada par de objetos
{\displaystyle C_{1},C_{2}\in \operatorname {Ob} ({\mathcal {C}})},
la función flecha
{\displaystyle T_{(C_{1},C_{2})}} de {\displaystyle T}:
{\displaystyle T_{(C_{1},C_{2})}:\operatorname {hom_{\mathcal {C}}} (C_{1},C_{2})\to \operatorname {hom_{\mathcal {D}}} (T(C_{1}),T(C_{2}))}
dada por
{\displaystyle T_{(C_{1},C_{2})}(f)=T(f)}
es una inyección.
- Datos: Q12175350